# Ljekoviti pasji jezik
Ljekoviti pasji jezik (pravi pasji jezik, lat. Cynoglossum officinale) biljka je iz porodice Boraginaceae. Raste u Europi i Sjevernoj Americi (kao introducirana biljka). Raste po vlažnim mjestima. Koristi se kao ljekovita biljka.

## Opis
Biljka je godišnja ili dvogodišnja,crveno purpurnih cvjetova. Naraste do 1 m visine. Listovi kopljasti, dlakavi, naročito donja strana. Svi dijelovi biljke imaju neugodan miris. Biljka je otrovna, sadrži pirolizidinske alkaloide!

## Sastav
Korijen sadrži oko 0.4  % alkaloida (cinoglosin, cinoglosein, konsolididin glukaloikaloida, heliosupin). U korijenu još su nađeni kumarin, Tanini, alantoin, holin, inulin, cinaminska i fumarna kiseline, bojilo alkanin.

## Folklor
Ime biljke dolazi od grubih listova.

## Primjena
U narodnoj medicini korijenje i lišće služe kao analgetici, ekspektorans za kašalj, grčeve; kao omekšivač u obliku losiona za furunkulozu, opekline, ugriz zmije.
Sok i korijenje se koriste kao insekticid i za kontrolu glodavaca.